# Metallochlora acosmetata
Metallochlora acosmetata là một loài bướm đêm trong họ Geometridae.